# Alexandra Y. Aikhenvald
Alexandra Yurievna „Sasha“ Aikhenvald (eigene Schreibung; * 1. September 1957 in Moskau, Russische SFSR, Sowjetunion) ist eine russisch-australische Sprachwissenschaftlerin, spezialisiert auf Sprachtypologie, die Arawak-Sprachen (Indianersprachen Südamerikas), Berbersprachen, Sprachen Papua-Neuguineas (Sepik) und der australischen Sprachen. Als Hochschullehrerin unterrichtet sie seit 1994 in Australien, seit 2009 als Professorin an der James Cook University; sie ist Mitgründerin der Language and Culture Research Group.

## Leben
Alexandra Aikhenvald, eine Nichte höheren Grades der russischen Lexikografin Natalija Juljewna Schwedowa, wuchs in einer russisch-assimilierten jüdischen Familie in Moskau auf. Ihre frühen Interessen und ihre Sprachbegabung ließen sie ein Studium an der Philosophischen Fakultät der Lomonossow-Universität in Moskau aufnehmen (B.A. in 1978, M.A. in 1979). Am Institut für Orientalische Studien der Akademie der Wissenschaften der UdSSR in Moskau promovierte sie 1984 mit einer Arbeit über strukturelle und typologische Klassifikation der Berbersprachen. Einen Doctor of Letters erhielt sie 2006 von der La Trobe University in Melbourne.
Zunächst hatte sie bis Juli 1989 eine Forschungsstelle am Institut für Orientalische Sprachen, Abteilung Linguistik, in Moskau. Im August 1989 wechselte sie an die Universidade Federal de Santa Catarina in Florianópolis, erst als Gastprofessorin, dann an die Universidade Estadual de Campinas im Bundesstaat São Paulo, an die Universität von São Paulo und von Dezember 1992 bis Februar 1994 wieder, diesmal als ordentliche Professorin, nach Florianópolis. Bereits Anfang 1993 war sie Gastdozentin an der Australian National University (ANU) in Canberra. Sie siedelte nach Australien über, da sie ab Februar 1994 bis 2004 als Senior Research Fellow im Rang eines Professors an der ANU beschäftigt war. 2004 wurde sie Professorin für Linguistik an der La Trobe University in Melbourne. Am dortigen Research Center for Linguistic Typology arbeitete sie insbesondere mit R. M. W. Dixon zusammen. Seit 2009 ist sie Professorin und Forschungsleiterin für den Bereich Völker und Gesellschaften der Tropen an der James Cook University in Cairns.
Von ihren Auszeichnungen sind zu nennen: Centenary Medal for service to Australian society and the humanities in linguistics and philology in 2003 und der Humboldt-Forschungspreis in 2010. 2021 wurde Aikhenvald zum Auswärtigen Mitglied in die Academia Europaea gewählt.

## Akademisches Wirken
Hebräisch
Ihr Sprachlehrbuch Современный иврит (Sowremenny iwrit) aus dem Jahr 1990 war die erste Einführung in das Neuhebräisch für die russische Sprache und erzielte eine hohe Verkaufszahl.
Berbersprachen
1981 bis 1988 unternahm sie mehrere Feldforschungsreisen nach Nordafrika und untersuchte das Taschelhit, das Tamacheq, eine der südlichen Tuareg-Sprachen, und die Sprache der Kabylen.
Arawak-Sprachen
1989 begannen ihre mehrfachen Forschungsaufenthalte in das Gebiet des oberen Rio Negro im Norden Brasiliens.
Zu den von ihr seit Juli 1991 durch Feldforschung untersuchten Sprachen gehören neben Baniwa und Warekena sowie die zu den Ost-Tucano-Sprachen gehörenden Tucano und Piratapuya (Wanano) insbesondere
das Baré des gleichnamigen Volkes der Baré aus dem Siedlungsgebiet zwischen Rio Içanca und Rio Xié, am Oberlauf des Rio Negro (Amazonas) im Dreiländereck zwischen Kolumbien, Venezuela und Nordbrasilien. Hierzu legte sie 1995 eine maßgebliche sprachliche Beschreibung der Phonologie, Morphologie und Syntax vor;
das Tariana des gleichnamigen Volkes der Tariana (Tariano) aus dem Siedlungsgebiet am Río Vaupés an der Grenze zwischen Kolumbien und dem nördlichsten Zipfel des Bundesstaates Amazonas. Die Tariana betreiben eine Sprach-Exogamie (linguistic exogamy), das heißt, Heiraten finden zwischen unterschiedlichen Sprachgruppen statt, was Aikhenvald die Möglichkeit bot, den Sprachkontakt, einem Fachausdruck aus der Sprachwissenschaft, der das Aufeinandertreffen von zwei oder mehreren Einzelsprachen oder sprachlichen Varietäten entweder auf kollektiver Ebene (Sprechergemeinschaft) oder auf individueller Ebene (einzelner Sprachbenutzer) bezeichnet, zu untersuchen. Sie veröffentlichte zum Tariana eine Grammatik (2003), ein Sprachhandbuch (2000) und Textsammlungen (1999 und 2000), sowie ein Tariana-Portugiesisch/Portugiesisch-Tariana-Wörterbuch (2002).
In Südamazonien untersuchte sie 1992 auch das Paumari aus der Arawá-Sprachenfamilie. Ihre Bedeutung als Sprachtypologin zeigte sich darin, das einige der maipurischen Sprachen und Dialekte Nordamazoniens, auch in Einklang mit anderen Linguisten wie Terrence Kaufman, neu zugeordnet werden konnten.
Papua-Sprachen
Forschungen am Sepik begannen, nach ihrer Übersiedlung nach Australien, ab 1995 in der Ost-Sepik-Provinz.
Das Manambu, eine der Ndu-Sprachen am mittleren und dem Ost-Sepik und das von rund 2900 Papuas gesprochen wird, untersuchte sie ebenfalls mittels Feldforschungsmethoden und veröffentlichte ihre Forschungsergebnisse zum dortigen Sprachkontakt. Als weiteres Ergebnis legte sie eine Grammatik dieser Sprache vor. John Newman, University of Alberta, nennt in seiner Rezension zur Grammatik des Manambu diese vorbildlich.
Ihr Werk Classifiers (2000) behandelt das Vorkommen von Zählwörtern in über 500 Sprachen, mehr als von anderen Autoren zuvor.
Evidentiality aus dem Jahr 2004 behandelt die Evidentialität, mit der man in der Sprachwissenschaft die in einer Äußerung mit grammatischen Mitteln zum Ausdruck gebrachte Angabe, woher der Sprecher das Wissen über die in seiner Äußerung enthaltene Information hat (z. B. gehört, gesehen, erzählt bekommen oder eine Schlussfolgerung), versteht.

## Schriften (Auswahl)
Aikhenvald veröffentlichte über 100 Schriften, zahlreiche Zeitschriftenaufsätze und Lexikoneinträge.
Monographien
- Современный иврит [Modernes Hebräisch, russisch]. Nauka, Moskva 1990.
- Bare. LINCOM Europa München, 1995, ISBN 3-89586-050-6.
- Tariana texts and cultural context. LINCOM Europa, München 1999, ISBN 3-89586-078-6.
- Manual da língua tariana. Dazu: Histórias tariana. 2000. Sprachhandbuch und Textsammlung für die Tariana-Sprecher des mittleren Rio Negro (Amazonas).
- Classifiers: A typology of noun categorization devices. Oxford University Press, Oxford 2000, auch: 2003, ISBN 0-19-926466-X.
- Dicionário Tariana-Português e Português-Tariana. (= Boletim do Museu Goeldi. 17). Museu Goeldi, Belém 2002.
- Language contact in Amazonia. Oxford University Press, Oxford 2002, ISBN 0-19-925785-X.
- A grammar of Tariana, from northwest Amazonia. Cambridge University Press, Cambridge 2003, ISBN 978-0-521-02886-8.
- Evidentiality. Oxford University Press, Oxford, 2004, ISBN 978-0-19-920433-5.
- The Manambu language, from East Sepik, Papua New Guinea. Oxford University Press, Oxford 2008, ISBN  978-0-19-953981-9.
- Imperatives and commands. Oxford University Press, Oxford 2010, ISBN 978-0-19-920790-9.
- The languages of the Amazon. Oxford University Press, Oxford 2012, ISBN 978-0-19-959356-9 (eingeschränkte Vorschau in der Google-Buchsuche).

Co-Autorenschaft, Herausgeberschaft, Beiträge
- mit R. M. W. Dixon (Hrsg.): The Amazonian languages. Cambridge University Press, Cambridge 1999, ISBN 0-521-57021-2.[4]
- Language contact along the Sepik River, Papua New Guinea. In: Anthropological Linguistics. Vol. 50, 2008, Nr. 1, ISSN 0003-5483, S. 1–66.
- mit R. M. W. Dixon: Essays in syntax and semantics. Brill, Leiden 2012.